# کارین میکائیلیس
کارین میکائیلیس (۲۰ مارس ۱۸۷۲ – ۱۱ ژانویه ۱۹۵۰) یک روزنامه‌نگار و نویسنده دانمارکی بود. او بیشتر به خاطر رمان‌ها، داستان‌های کوتاه و کتاب‌های کودکانش شناخته می‌شود. در طول ۵۰ سال، کارین میکائیلیس بیش از ۵۰ کتاب به زبان‌های دانمارکی، آلمانی و انگلیسی نوشته است. آثار او از زبان اصلی دانمارکی به بیش از ۲۳ زبان ترجمه شده‌اند. آثار او تحت چندین نام منتشر شده‌اند، از جمله نام خانوادگی او از ازدواج دومش: کارین میکائیلیس استرنج‌لند.
مشهورترین رمان میکائیلیس، عصر خطرناک (دانمارکی: Den farlige Alder)، به عنوان یک اثر پیشگام در حقوق زنان شناخته شده است. از آن زمان، این اثر چندین بار به فیلم اقتباس شده است.

## زندگی شخصی
میکائیلیس در مارس ۱۸۷۲ در راندرس دانمارک با نام کاترینا بک-بروندوم به دنیا آمد. او دختر یک کارمند تلگراف و فراماسون معروف، جیکوب آنتونیوس بروندوم (۱۸۳۷–۱۹۲۱) و نیلسین پترین بک (۱۸۳۹–۱۹۳۲) بود. او به همراه خواهر کوچک‌ترش، آلما دالرپ که بعدها خیر شد، در خانه‌ای محقر در رندرز بزرگ شد، جایی که مادرش با ساخت تاج گل به درآمد اندک خانواده کمک می‌کرد. مادربزرگ و یک خاله‌اش نقش مهمی در تربیت اولیه او داشتند. در مدرسه او را مسخره می‌کردند زیرا کوچک، چاق بود و از استرابیسم رنج می‌برد.
در جوانی، میکائیلیس چند سال به عنوان معلم خصوصی کار کرد، بخشی از آن در لاسو و بخشی در یک خانه اشرافی شمال رندرز. در سال ۱۸۹۲ او به کپنهاگ نقل مکان کرد تا به عنوان معلم پیانو آموزش ببیند. در حالی که در آنجا بود، با نویسنده سوفوس میکائیلیس (۱۸۶۵–۱۹۳۲) آشنا شد، که در سال ۱۸۹۵ با او ازدواج کرد. این زوج عمدتاً از طریق نقدهای تئاتر درآمد کسب می‌کردند. ازدواج آن‌ها در سال ۱۹۱۱ به پایان رسید.
سال بعد، میکائیلیس با دیپلمات نروژی-آمریکایی چارلز امیل استرنج‌لند در نیو راشل، نیویورک ازدواج کرد. او استرنج‌لند را سال قبل هنگام بازگشت از ایالات متحده به دانمارک در کشتی ملاقات کرده بود. او یک اقتصاددان سیاسی بود که در دانشگاه کلمبیا تحصیل کرده بود. در زمان ازدواجشان، او به عنوان دبیر سفارت آمریکا در بولیوی منصوب شده بود. استرنج‌لند از فعالیت‌های ادبی و سیاسی همسرش که به‌تازگی با رمان عصر خطرناک به شهرت رسیده بود، ناراضی بود. آن‌ها در سال ۱۹۱۷ از هم جدا شدند.
میکائیلیس در ۱۱ ژانویه ۱۹۵۰ در کپنهاگ درگذشت. او در قبرستان تورو در جزیره فونن به خاک سپرده شده است.

## حرفه
در سال ۱۹۱۰ او عصر خطرناک (دانمارکی: Den farlige Alder) را منتشر کرد. این داستان السی لیندتنر است که پس از طلاق از شوهرش، تلاش می‌کند تا رابطه‌ای را با یک مرد جوان‌تر که قبلاً از دور او را پرستش کرده بود، دوباره شروع کند. هنگامی که این رابطه نیز شکست می‌خورد، تصمیم می‌گیرد زندگی خود را با سفر به دور دنیا همراه با یک دوست زن سپری کند. این کتاب باعث ایجاد حساسیّت بزرگی شد، زیرا شروع به بررسی موضوعات تابوشده مانند خواسته‌های جنسی یک زن ۴۰ ساله کرد. این رمان به چندین زبان از جمله انگلیسی ترجمه شده است. این اثر چندین بار به فیلم اقتباس شده است، از جمله نسخه ۱۹۱۱ به کارگردانی اوت بلوم: عصر خطرناک و نسخه آلمانی ۱۹۲۷ به کارگردانی یوجن ایلز با عنوان آن عصر خطرناک. در سال ۱۹۱۲، میکائیلیس دنباله‌ای برای این رمان منتشر کرد که نام شخصیت اصلی سری به نام السی لیندتنر را داشت.
از جمله مقالاتی که او برای مجلات آمریکایی نوشت، می‌توان به مجموعه دو قسمتی برای مجله مانسی در سال ۱۹۱۳ با عنوان «چرا زنان کمتر از مردان صادق هستند» و یک مصاحبه با وودرو ویلسون برای مجله لیوینگ ایج در سال ۱۹۲۵ با عنوان «در مسیر پرزیدنت ویلسون» اشاره کرد.
در سال ۱۹۱۴، مدرسه شادی (دانمارکی: Glaedens Skole) منتشر شد. داستان بر روی یک مدرسه اصلاحی در وین به رهبری دوستش، پداگوگ اتریشی یوگنی شوارتسوالد تمرکز دارد. میکائیلیس همچنین یک سری کتاب‌های بلوغ درباره دختری به نام بیبی نوشت. کتاب‌های بیبی در هفت جلد بین سال‌های ۱۹۲۹ تا ۱۹۳۹ منتشر شدند و موفقیت بین‌المللی داشتند. در این رمان‌ها برای نوجوانان، خوانندگان با بیبی، دختر ایستگاه‌دار آشنا می‌شوند که مادر ندارد اما به همین دلیل آزادی بیشتری دارد. او یک دختر سرسخت ایده‌آل‌گرا است که به تنهایی با بلیت رایگان (به دلیل شغل پدرش) به گردش‌های قطاری می‌رود و بی‌وقفه برای حقوق حیوانات می‌جنگد. مترجمان بیبی شامل شاعر انگلیسی رز فیلمن و نویسنده و درام‌نویس اتریشی ماریا لازار هستند.